# Mary Calcaño
María Asunción Calcaño Ruiz (Ciudad Bolívar, Estado Bolívar, Venezuela, 15 de agosto de 1906-17 de noviembre de 1992 Caracas, Venezuela) conocida como Mary Calcaño o por su nombre de casada, Mary Keeler; fue la primera venezolana en obtener una licencia de piloto. Recibió la licencia No. 73.550, de la Autoridad de Aeronáutica Civil de los Estados Unidos; el 13 de noviembre de 1939, después de entrenar en Roosevelt Field, Long Island. Poco después, el 6 de diciembre de 1940; recibió su licencia de piloto venezolana.

## Biografía
Calcaño nació en Ciudad Bolívar el 15 de agosto de 1906, hija de José Antonio Calcaño Sánchez y María Luisa Ruiz Arrechedera. Interesada en las aviación desde joven, trabajó como traductora, vendedora y directora de publicidad para John Stubbins Co., representantes de los aviones Piper en Caracas. Fue enviada a los Estados Unidos por la empresa para formarse como piloto, recibiendo su licencia, No. 73.550 de la Autoridad de Aeronáutica Civil de los Estados Unidos, en noviembre de 1939. El 6 de diciembre de 1940 se le expidió el Certificado de Aptitud de Piloto Privado de Venezuela, firmado por el Coronel Isaías Medina Angarita, entonces Ministro de Guerra y Marina, y luego Presidente de Venezuela.
El 22 de febrero de 1940, llegó al aeródromo de Ciudad Bolívar pilotando su propio avión en un viaje desde Barcelona, acompañada de su mecánico y copiloto Antonio Reyes.
Después de la guerra, compró su propio avión, regresó a Caracas y en 1946 fundó Ala Venezolana, el primer club de pilotos civiles en Venezuela. Junto con cinco pilotos masculinos, en 1959 fundó la primera escuela privada de aviación civil del país.

## Vida personal
Se casó con el estadounidense Frank Keeler, tuvo un hijo; John P. Keeler y posteriormente se la conoció como Mary Keeler. Murió el 17 de noviembre de 1992 en Caracas.